# Joe Lombardo
Joseph Michael Lombardo (* 8. listopadu 1962 Sapporo, Japonsko) je americký politik, policista a člen Republikánské strany, od ledna 2023 guvernér Nevady.
Do Spojených států se přestěhoval v roce 1976. Po absolvování střední školy vstoupil v roce 1980 do americké armády, službu ukončil v roce 1986. Od roku 1988 pracoval jako policista. V letech 2015 až 2023 působil jako šerif v Clark County. V roce 2022 byl zvolen guvernérem poté, co ve volbách o 1,5 % hlasů porazil kandidáta Demokratické strany a dosavadního nevadského guvernéra Steva Sisolaka.
Je považován za spíše umírněného Republikána. Není stoupenec, ale ani hlasitý kritik amerického prezidenta Donalda Trumpa. Od roku 2015 je podruhé ženatý, má jedno dítě z předchozího manželství. Je katolického vyznání.